# Anton Zimmermann
Anton Zimmermann (ur. 7 stycznia 1867 w Katowicach, zm. 11 czerwca 1935 w Karlsruhe) – niemiecki architekt i przedsiębiorca budowlany.

## Życiorys

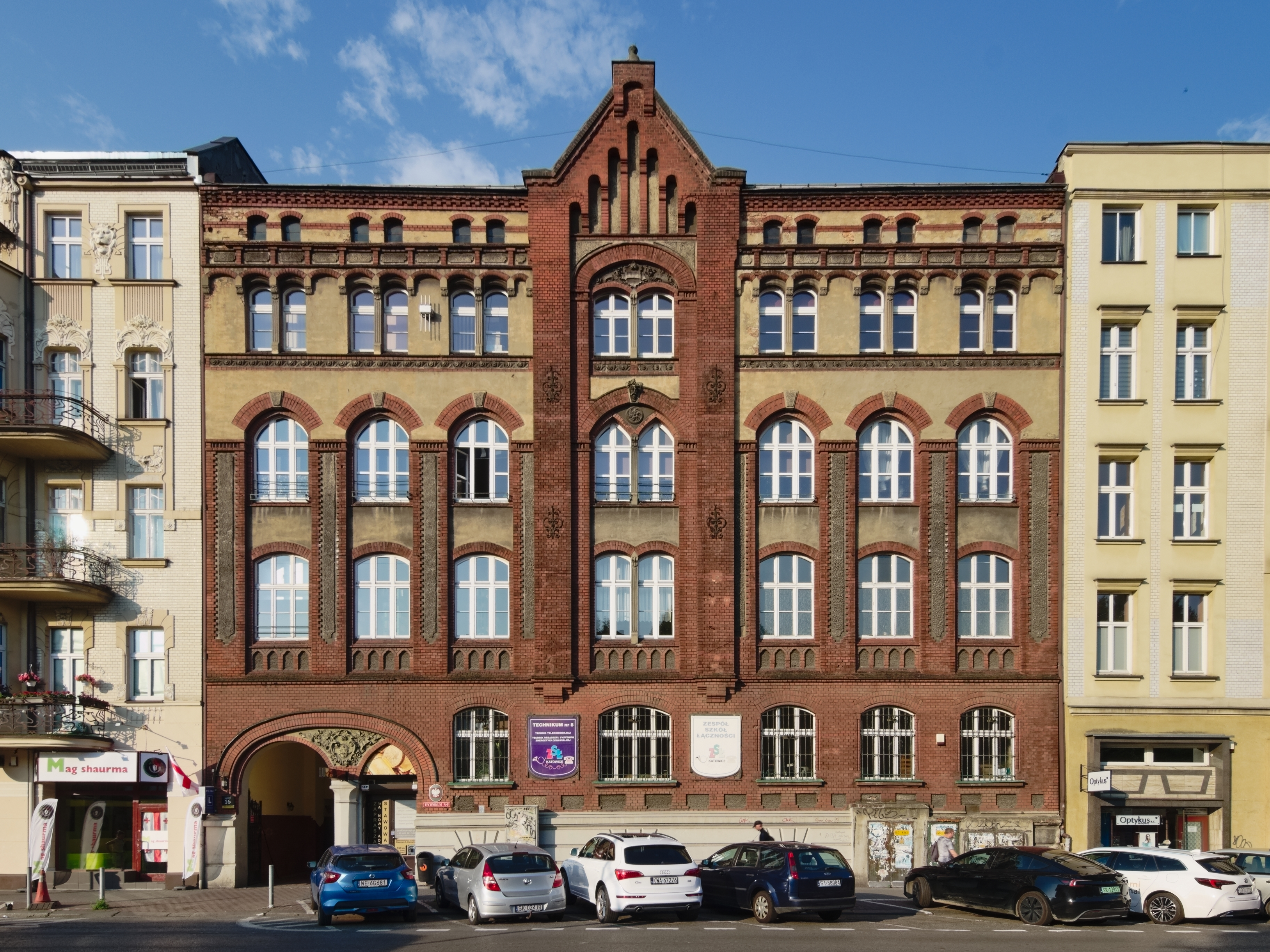
Fasada budynku przy ul. Adama Mickiewicza 16 w Katowicach (2021)

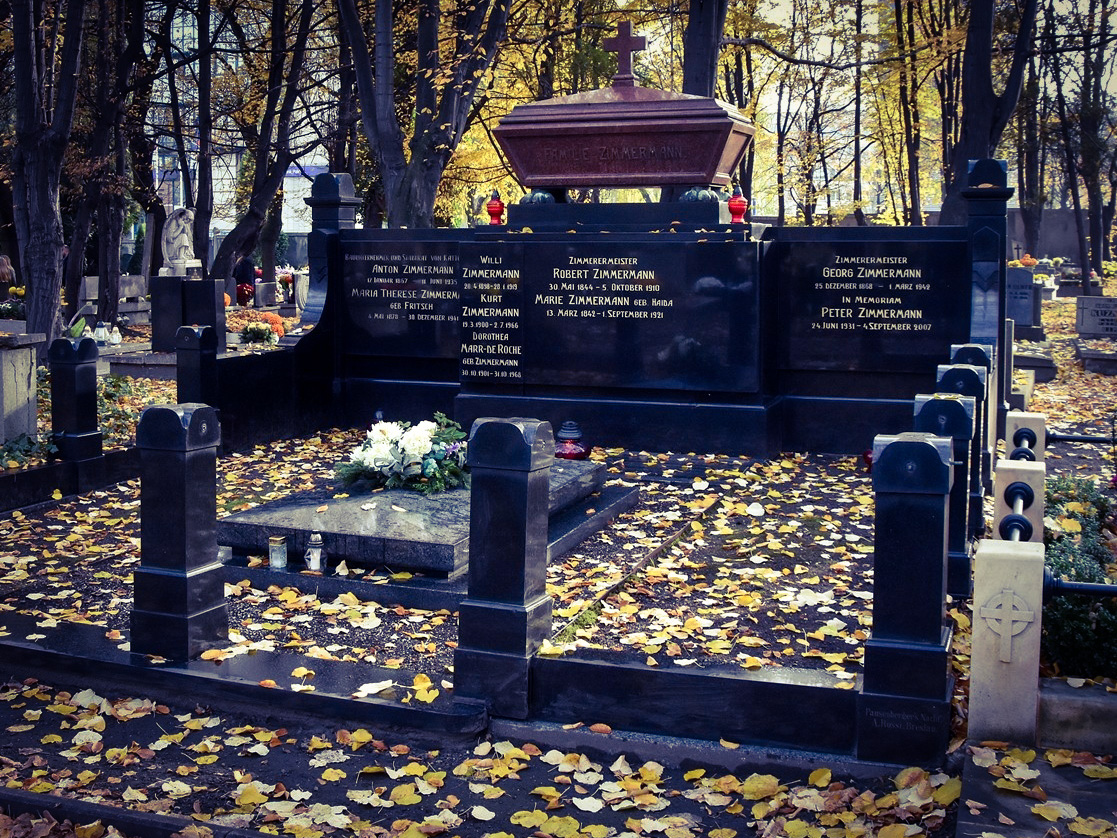
Grobowiec rodziny Zimmermann w Katowicach

Był synem pochodzącego z okolic Opola Roberta Czieslika, który zmienił nazwisko na Zimmmermann i stworzył w Katowicach firmę budowlaną, w której pracowali również Anton i jego brat Georg. Do braci należały również tartak, stolarnia i heblarnia.
Był radnym Katowic o niemieckiej orientacji, również po roku 1922, kiedy Katowice zostały polskim miastem. Kiedy Polska obejmowała rządy nad częścią Górnego Ślaska, w obawie o możliwość zniszczenia ich przez nowe władze, usunął i zabezpieczył medalion Bismarcka z wieży mu poświęconej w Parku Południowym, oraz popiersie Richarda Holtzego z łaźni miejskiej.
Był członkiem jury w konkursie na projekt katowickiej katedry oraz hojnym darczyńcą gminy ewangelickiej w Katowicach.
Był budowniczym między innymi:
- Willi przy ul. Pawła Stalmacha 17 w Katowicach[6],
- Kamienicy przy ul. Warszawskiej 5 w Katowicach (rozbudowa),
- Kamienicy przy ul. Andrzeja Mielęckiego 4 w Katowicach,
- Kamienicy przy ul. 3 Maja 10 w Katowicach,
- Kamienicy przy ul. 3 Maja 12 w Katowicach

Pochowany jest w bogatym grobowcu rodzinnym na cmentarzu ewangelickim w Katowicach (kwatera 7-A-3a). W czasach PRL grobowiec zachowano, ale skuto niemieckie nazwy miesięcy. W latach dziesiątych XXI wieku grobowiec odnowił członek rodziny.